# Ульссон, Тим
Тим Ульссон (швед. Tim Olsson; род. 5 июня 2004) — шведский футболист, защитник клуба «Сириус».

## Клубная карьера
Является воспитанником «Сириус», где выступал за детские и юношеские команды. В 2021 году начал привлекаться к тренировкам с основной командой и попадать в заявки на матчи. 1 сентября подписал молодёжный контракт с клубом, рассчитанный до конца 2024 года. Дебютировал в чемпионате Швеции 24 октября в гостевой встрече с «Эльфсборгом», заменив на 84-й минуте Якоба Ортмарка.

## Карьера в сборной
В сентябре 2021 года получил вызов в юношескую сборную Швеции на товарищеский турнир в Австрии. 7 октября дебютировал в её составе в матче с австрийцами.

## Клубная статистика
| Выступление      | Выступление      | Выступление      | Лига | Лига | Кубки | Кубки | Конт. кубки | Конт. кубки | Итого | Итого |
| Клуб             | Лига             | Сезон            | Игры | Голы | Игры  | Голы  | Игры        | Голы        | Игры  | Голы  |
| ---------------- | ---------------- | ---------------- | ---- | ---- | ----- | ----- | ----------- | ----------- | ----- | ----- |
| Сириус           | Алльсвенскан     | 2021             | 1    | 0    | 0     | 0     | 0           | 0           | 1     | 0     |
| Сириус           | Итого            | Итого            | 1    | 0    | 0     | 0     | 0           | 0           | 1     | 0     |
| Всего за карьеру | Всего за карьеру | Всего за карьеру | 1    | 0    | 0     | 0     | 0           | 0           | 1     | 0     |